# خسوس بلانکو ویار
خسوس بلانکو ویار (اسپانیایی: Jesús Blanco Villar‎؛ زادهٔ ۲۶ مارس ۱۹۶۳) دوچرخه‌سوار اهل اسپانیا است. وی در مسابقات تور دو فرانس و جیرو دیتالیا شرکت کرده است.